# Congresul Continental
Congresul Continental, conform originalului din engleză, [The] Continental Congress a fost primul guvern al Statelor Unite ale Americii de la sfârșitul secolului al 18-lea, fiind entitatea executiv-legislativă a Statelor Unite între 1774 și 1781. A constat din două grupuri distincte, numite Primul Congres Continental, respectiv Al Doilea Congres Continental,  de reprezentanți ai tuturor celor celor treisprezece colonii ale Marii Britanii din America de Nord care și-au declarat independența față de aceasta la 4 iulie 1776. 
Este de remarcat că ambele Congrese Continentale erau guverne hibride între ceea ce au devenit ulterior puteri guvernamentale distincte, puterea executivă și cea legislativă, neavând în schimb nici măcar un embrion de putere judecătorească. 
Cele două congrese continentale s-au reunit în două componențe și perioade distincte de timp, după cum urmează, 
- Primul Congres Continental (conform originalului, [The] en  First Continental Congress) a funcționat de la 5 septembrie 1774 până la 26 octombrie 1774.
- Al Doilea Congres Continental (conform originalului, [The] en  Second Continental Congress) s-a reunit și a funcționat între 10 mai 1775 până la ratificarea Articolelor Confederației (conform originalului, en  Articles of Confederation) și 1 martie 1781.

Până la data ratificării Articolelor Confederației, Congresul Continental a fost urmat de primul guvern legislativ al Statelor Unite, numit Congresul Confederației. 
Congresul Confederației, conform originalului, [The] Congress of the Confederation ori [The] United States in Congress Assembled, a funcționat între 1 martie 1781, până la 4 martie 1789, când primul guvern al Uniunii similar cu toate cele care au urmat până astăzi, a devenit operativ conform Constituției Statelor Unite ale Americii, incluzând instaurarea în funcție a Întâiului Congres al Statelor Unite, precum și a primului președinte american, George Washington.  Membrii celui de-Al Doilea Congres Continental au preluat automat toate funcțiile Congresului Confederației. 
Deși fusese inițial creat în cu totul alt scop, ca să coordoneze un răspuns închegat și coerent al americanilor la așa numitele en  Intolerable Acts, Congresul Continental a crescut rapid în importanță și funcții, devenind rapid o entitate de guvernare a noii națiuni în formare.  De altfel, Congresul Continental ar fi trebuit inventat, dacă nu ar fi existat, pentru a răspunde variatelor dispute pe care coloniștii americani le avuseseră de-a lungul timpului cu guvernul britanic, care au escaladat constant pentru a erupe în Războiul Revoluționar.  Odată cu terminarea conflictelor armate dintre cele două națiuni, chiar și după încheierea păcii din 1783, Congresul a continuat să servească ca entitatea conducătoare a Statelor Unite ale Americii, de data aceasta reorganizat corespunzător în prima adunare națională legislativă. 

## Date memorabile în conexiuni externe
- en  4 iulie 1776  -- Declaration of Independence
- en  15 noiembrie 1777 Articolele Confederației
- en  17 septembrie 1787 adoptarea Constituției Uniunii